# Auftauchen!
Die Verbandszeitschrift Auftauchen! ist das offizielle Nachrichtenblatt des Verbands Deutscher Ubootfahrer e.V. (VDU) und dient laut §1 der Satzung des Verbandes der Information der Mitglieder des Verbandes. Die „International Standard Serial Number“ der Zeitschrift lautet: ISSN 2196-3908. Die Zeitschrift trägt aus historischen Gründen den Untertitel Schaltung Küste, denn von Februar 1962 bis Dezember 2012 wurde die Zeitschrift im DIN-A5-Format unter diesem Namen produziert. Unter „Schaltung Küste“ verstanden die Ubootfahrer der Kriegsmarine eine Längstwellenverbindung zu Küstenfunkstationen. Diese Funkverbindungen wurden zur Kommunikation mit getauchten Uboote (bis maximal 30 m Wassertiefe) genutzt.
Die Zeitschrift enthält u. a. Beiträge zu Geschichte, Technik und Strategie der Ubootwaffe sowie aktuelle Informationen aus dem 1. Ubootgeschwader, der Deutschen Marine und aus der Verbandsarbeit des VDU und der im Verband organisierten Ubootkameradschaften.
Die Auflage beläuft sich auf 1.500 Exemplare. Die farbig gedruckte Zeitschrift hat DIN-A4-Format und einem Umfang von 48 oder 60 Seiten. Pro Jahr werden 5 Ausgaben veröffentlicht. Neben der Print-Ausgabe erscheint jeweils auch eine ePaper-Version, die nur mit Passwortschutz zugänglich ist.